# Muricilândia
Muricilândia est une municipalité brésilienne située dans l'État du Tocantins.